# Comuna Kupnovîci, Sambir
Kupnovîci (în ucraineană Купновичі) este o comună în raionul Sambir, regiunea Liov, Ucraina, formată din satele Kupnovîci (reședința), Nîjnie și Vankovîci.

## Demografie
Componența lingvistică a comunei Kupnovîci
     Ucraineană (99,91%)
     Alte limbi (0,09%)
Conform recensământului din 2001, majoritatea populației comunei Kupnovîci era vorbitoare de ucraineană (99,91%), existând în minoritate și vorbitori de alte limbi.